# Kyryło Winkowski
Kyryło Maksym Winkowski, rus. Кирило Максим Вінковський, niem. Cyrill Wienkowski, pol. Cyryl Maksym Wieńkowski (ur. 1809, zm. 2 lutego 1865 w Wiedniu) – prawnik, polityk, poseł  na Sejm Ustawodawczy w Kromieryżu.

## Życiorys
Ukończył studia na Wydziale Prawa Uniwersytetu Lwowskiego, gdzie uzyskał stopień doktora praw. Od 1832 pracował jako praktykant konceptowy (1832-1836), aktuariusz (1837-1841) a następnie jako adiunkt (1841-1848) w Prokuratorii Skarbu Państwa we Lwowie. Następnie adiunkt (1849-1858) i radca finansowy (1858-1865 w prokuratorii skarbowej w Wiedniu.
W trakcie Wiosny Ludów w Cesarstwie Austriackim zaangażował się politycznie. Pod koniec marca 1848 był w składzie deputacji adresowej Komitetu Narodowego do Wiednia. Był członkiem Instytutu Stauropigialnego, uczestnikiem Ruskiego Soboru we Lwowie w 1848, w 1848 członkiem Głównej Rady Ruskiej. W wyborach z 1848 do Sejmu Ustawodawczego (Reichstagu) uzyskał mandat jako kandydat Głównej Rady Ruskiej (pełnił wówczas stanowisko adiunkta finansowego), wybrany w galicyjskim okręgu wyborczym Jaworów. Mandat sprawował od sierpnia 1848 do 7 marca 1849. W parlamencie należał do "Stowarzyszenia" skupiającego demokratycznych posłów polskich.

## Rodzina i życie prywatne
Urodził się w 1809. Był synem nauczyciela Iwana (Jana), profesora szkół średnich we Lwowie. Zmarł 2 lutego 1865 w Wiedniu-Josefstadt. W 1841 ożenił się z Franciszką z Kellermannów, z którą miał dwóch synów (jeden zmarł w dzieciństwie) i dwie córki. Jedna z nich Berta, została żoną późniejszego generała, Adama Dembickiego von Wrocień.